# Accettazione
Con il termine accettazione si intende un atto prenegoziale recettizio, inteso come manifestazione di volontà affermativa che il destinatario della proposta rivolge a sua volta al proponente.
Etimologicamente, il termine accettazione deriva dal latino accìpere, composto da ad càpere, laddove ad indica l'intenzione, il fine, e càpere significa prendere, nel senso complessivo di acconsentire ad una proposta.
Deve essere in tutto conforme alla proposta. Un'accettazione non conforme alla proposta equivale a nuova proposta (art. 1326, comma 5, Codice civile).

L'accettazione deve giungere al proponente nel termine da quest'ultimo stabilito o in quello necessario secondo la natura dell'affare o secondo gli usi (ex art. 1326, comma 2, Codice civile). 
Si parla di accettazione tardiva quando l'accettazione giunge al proponente oltre il termine prestabilito. In tal caso, il proponente può decidere di ritenerla irrilevante o di ritenerla efficace.

In entrambi i casi, il proponente deve darne avviso all'oblato (nel primo caso per un obbligo di informazione derivante dal più generale obbligo di buona fede nelle trattative contrattuali; nel secondo caso è la stessa legge che impone quest'onere, il cui mancato adempimento impedisce la conclusione del contratto).

Il contratto è generalmente concluso quando il proponente ha conoscenza dell'accettazione o quando comunque l'accettazione giunge all'indirizzo del proponente, secondo il combinato disposto degli artt. 1326 co.1 e 1335.

## L'accettazione nel contratto di intermediazione immobiliare
Lo scambio di proposta e accettazione sulla base della modulistica standard predisposta dal mediatore immobiliare non produce la conclusione di un tipico contratto di vendita o di un preliminare di vendita, ma la conclusione di un contratto atipico che ha per oggetto la messa a disposizione di informazioni detenute in via esclusiva dal mediatore in virtù del conferimento dell'incarico.

Questo modus procedendi corrisponde ad una tecnica contrattuale propria del commercio internazionale, dove nella vendita si introduce una terza fase, il confidentiality agreement, fase interlocutoria che tende solo allo scambio di informazioni tra le parti interessate, con l'obiettivo di chiarire i termini della negoziazione e le regole procedimentali per la prosecuzione delle trattative in vista dello scambio di consensi.

L'accettazione della proposta di acquisto ha ad oggetto informazioni detenute in via esclusiva dall'agente immobiliare: secondo gli usi, l'accettazione è qui collegata all'assunzione di un obbligo di trattare, ai fini di concludere un contratto preliminare di compravendita.